# Последний завет
Последний завет — синкретическое учение Виссариона (по рождению Тороп, Сергей Анатольевич), принятое за Священное Писание в новом религиозном движении (секте) «Церковь последнего завета».
«Последний завет» возник в результате работ группы людей, преимущественно из уфологического клуба «Гипотеза» г. Минусинск Красноярского края; собственных умозаключений Сергея Торопа (Виссариона); синтеза авраамических религий, индуизма, учений Даниила Андреева (Роза мира), Елены Блаватской (Тайная доктрина), Николая и Елены Рерихов (Агни-йога), атеистического учения Карла Маркса, и других учений.
«Последний завет» пишет первый ученик и биограф Виссариона Вадим Редькин. Он ведёт летопись всех поступков и заявлений Виссариона, а также множества ответов на вопросы, заданные разными людьми. Потом записи публикуются том за томом под названием «Последний завет». В 2019 году томов было 15, шла работа над 16-м.
«Последний завет» на 2024 год состоит из 18 томов и включает в себя «Слово Виссариона» и «Повествование от Вадима». Виссарионом написаны книги «Предвозвещение», «Книга Обращений», «Книга Основ», «Послесловие», «Заповеди», «Последняя Надежда», «Время Поворота».

## В чём различие виссарионизма и христианства

### Относительно жизни и грядущего пришествия Христа
В Евангелии и Последнем завете есть множество разночтений относительно прошлой жизни Иисуса Христа, а именно:
1. У Христа было 12 учеников, а согласно Виссариону их было 14[14].
2. Христос воскрес на третий день, согласно Виссариону на четвёртый день[14].
3. Иуда Искариот покончил жизнь самоубийством, согласно Виссариону Иуда Искариот умер от пьянства[14].
4. Христиане ждут грядущего Второго Пришествия Христа, согласно Виссариону пришествие Христа уже состоялось в лице Виссариона, и оно Третье по счёту (Иефлей, Иисус и Виссарион)[источник не указан 1850 дней].
5. Согласно Виссариону, Иисус Христос пробыл на кресте полтора дня[14].
6. Согласно Виссариону, Иуда предал Христа из-за любви к девушке по имени Искандаль[14].
7. Место казни Христа, могилы Матери Иисуса согласно Виссариону не совпадает с тем, что сейчас принято в христианских церквях[14].
8. Согласно Виссариону, пришествия Христа на облаках не будет, потому что Христос уже пришёл в лице Виссариона[14].

### Относительно заповедей
1. Библия учит: «избегай соблазнов»[15][16] , Виссарион учит не избегать соблазнов[17] .
2. Библия учит «дьявол, отец всякой лжи»[18] , Виссарион учит «неправда, несущая благо, есть мудрость»[19] .
3. Библия учит «Господу Богу поклоняйся и Ему Одному служи»[20], Виссарион учит «Творец Вселенной и Отец Небесный не есть один и тот же Источник»[21].
4. Библия осуждает суицид[22] , Виссарион говорит: «Не осуждай самопроизвольно ушедшего из жизни, ибо ежели человек не развивается духовно, то диавол легко может привести его к сему исходу. Человек творит сие, не имея сил противостоять соблазну. Падающий без сил не есть грешник. Грешник тот, кто шел рядом и вовремя не подал руки своей»[23].

## Особенности учения Виссариона
Заповедей Виссариона насчитывается 61. Зачастую они не категоричны. Например, убийства быть не должно, но убийство животного позволительно в случае необходимости. Лгать нельзя, но ложь допустима, если она может принести больше добра, чем зла.

## Православная церковь и Виссарион «Христос»
Православная церковь относит Виссариона к лжехристам, а Последний Завет считает ересью.
В апреле 1994 г. Автокефальная Православная церковь во главе с отцом Федором проводила обряд изгнания беса-лжехриста из Виссариона.

## Аффилированные ссылки
- Официальный сайт с полным текстом Последнего завета Архивная копия от 16 августа 2015 на Wayback Machine.
- Официальный сайт Церкви последнего завета Архивная копия от 24 октября 2011 на Wayback Machine.